# Экономический факультет МГУ
Экономический факультет МГУ — факультет при Московском государственном университете имени М. В. Ломоносова по подготовке экономистов.
В 2005 году факультет включает около 350 штатных преподавателей и научных сотрудников, из них 62 имеют степень доктора и 208 — кандидата наук. В его состав входит 21 кафедра, 9 исследовательских и 5 вспомогательных лабораторий. В рамках дополнительного образования развернуты программы для школьников, а также программы подготовки и повышения квалификации.
Декан факультета — профессор Аузан Александр Александрович (с 2013 года).

## История факультета
Факультет образован в декабре 1941 года, в первый год своего существования насчитывал 28 студентов, 6 преподавателей и всего одну кафедру — кафедру политической экономии. Первым деканом стал И. Д. Удальцов, в прошлом ректор МГУ. Основной задачей факультета в первое послевоенное десятилетие была подготовка кадров науки и управления. К середине 1950-х годов факультет пополнился ещё несколькими кафедрами и ежегодно набирал уже по 50 студентов.
Следующее десятилетие, хронологически совпадающее со временем «хрущёвской оттепели», ознаменовалось развитием прикладных дисциплин и поиском путей совершенствования хозяйственной системы. В это время приём студентов увеличился до 100 человек в год.
Следующий период, середина 1960 — середина 1980-х годов, характеризуется дальнейшим расширением факультета. В это время ежегодный набор студентов увеличился до 200 человек. Факультет дважды менял своё местоположение: в 1970 году он переехал в корпус гуманитарных факультетов МГУ, а в 1977 году — во 2-й гуманитарный корпус.

### Политэкономия
В 1957—1985 заведующим кафедрой политической экономии был Н. А. Цаголов, создавший влиятельную школу, главным достижением которой принято считать учебник «Курс политической экономии» под его редакцией. Чтобы избавить теорию от политического волюнтаризма, Цаголов конструировал свой вариант политэкономии социализма, абстрагируясь от практики реального социализма. В результате получился новый вариант утопического социализма, образец советской схоластики.
Ключевым звеном преподавания политэкономии был спецсеминар по «Капиталу» К. Маркса.

У нас в 1963—1968 гг. было мало математики и прикладных наук и много теории марксизма. Спецсеминары были способом укрепить знание теории, но больше — рафинировать логику мышления в рамках марксизма. Это было развитие способностей и технических возможностей участвовать в дебатах, уметь аргументировать, обращать внимание на нюансы теории — наверное, так выглядело изучение философии и теологии в прошлые века. Развитию способностей студентов это точно способствовало.— Л. Григорьев Роль изучения «Капитала» К. Маркса в формировании российских экономистов (круглый стол в МГУ имени М. В. Ломоносова)

### Экономико-математические методы
В 1960 году было открыто экономико-математическое отделение. В 1962 академиком В. С. Немчиновым была основана кафедра математических методов анализа экономики, заведующими которой в дальнейшем были академик Н. П. Федоренко (1965—1970), академик С. С. Шаталин (1970—1983), профессор А. Я. Боярский (1983—1985), профессор Б. П. Суворов (1986—1998). В 1964 году экономико-математическое отделение было преобразовано в отделение экономической кибернетики, появилась новая специальность «экономическая кибернетика».

Прорывом в науке и экономическом образовании стало появление ветви экономико-математических методов анализа экономики. Благодаря универсальности и иммунитету математики к идеологическому влиянию это направление быстро стало весьма популярным и послужило мостиком, связывающим отечественную экономическую науку с основным потоком набиравшего в мире силу экономического знания.— 

### Прикладная экономика
В 1963 была создана кафедра планирования народного хозяйства (сейчас кафедра макроэкономической политики и стратегического управления) во главе с заведующим профессором Л. Я. Берри, с 1969 более 20 лет готовившая кадры по специальности «планирование народного хозяйства». С 1978 года сотрудники кафедры принимали участие в работе над Комплексной программой научно-технического прогресса СССР под руководством члена-корреспондента АН СССР (впоследствии академика) А. И. Анчишкина (в 1977—1981 являлся заведующим кафедрой). Кафедра работает в сотрудничестве с Институтом народнохозяйственного прогнозирования РАН, где в 1988 году был создан филиал кафедры. Академик Ю. В. Ярёменко (в 1987—1996 директор ИНП РАН) являлся профессором кафедры.
Кафедра народонаселения была создана в 1967 году, её основателем и заведующим в 1967—1991 годах был профессор Д. И. Валентей, который создал научную школу по комплексному изучению проблем народонаселения. С 1991 по 1993 кафедру народонаселения возглавлял профессор, д. э. н. А. Я. Кваша (1928—2007).
В 1979 году академиком Т. С. Хачатуровым была основана первая в стране кафедра экономики природопользования.
Период второй половины 1980-х годов связан со значительными преобразованиями на факультете. В соответствии с духом перестройки на факультете был создан ряд новых кафедр, в том числе кафедра «Финансы и кредит».

### От марксизма к маркетингу
В 1990-е годы кардинально изменилась сама профессия экономиста. Марксистские концепции перестали быть обязательными, на смену им пришёл экономический мейнстрим — устоявшийся набор представлений об экономической теории. Этот период характеризуется взрывным ростом новых дисциплин. В 1991 была введена двухуровневая система «бакалавр — магистр». Количество принимаемых студентов увеличилось до 400 человек. Полученное образование позволило выпускникам продолжать учёбу в ведущих университетах мира. Ряд выпускников (член Эконометрического общества Екатерина Журавская, лауреат медали Дж. Б. Кларка Олег Ицхоки, Илья Стребулаев, Галина Хейл (Борисова)) стал профессорами зарубежных университетов.
В 2009 году экономический факультет получил собственное здание.

### Деканы факультета
- доктор юридических наук И. Д. Удальцов (1941—1955)
- доктор экономических наук М. М. Соколов (1955—1959)
- доктор экономических наук В. А. Жамин (1959—1963)
- доктор экономических наук А. Д. Шеремет (1963—1965, и. о.)
- доктор экономических наук М. В. Солодков (1965—1977)
- доктор экономических наук Г. Х. Попов (1977—1980)
- доктор экономических наук В. Н. Черковец (1981—1987)
- доктор экономических наук В. П. Колесов (1987—2012)
- доктор экономических наук А. А. Аузан (с 2014; и. о. с 2012)

## Программы обучения
Подготовка студентов проводится по двум направлениям: экономика и менеджмент.
Основу образования составляют четырёхлетние программы бакалавров по экономике и менеджменту и двухлетние программы магистров по экономике и менеджменту. Ежегодный приём в бакалавриат, магистратуру и аспирантуру составляет около 1000 человек. Магистерские программы по экономике включают в себя государственную политику и регулирование, экономическую теорию, финансовую экономику, математические методы анализа экономики, экономическую и социальную политику, экономику фирм и отраслевых рынков. Программы по менеджменту включают бухгалтерский учёт и аудит, деловое администрирование, инвестиционное проектирование, маркетинг, международный бизнес, правовое обеспечение хозяйственной деятельности, управление персоналом, управление рисками и страхование, финансовый менеджмент, экономическую информатику. С 2008 года факультет начал реализацию программы Мастер делового администрирования (MBA).

### Экономико-математическая школа при МГУ

Флаг с эмблемой ЭМШ

Экономико-математическая школа (ЭМШ) — вечерняя бесплатная школа дополнительного образования на базе экономического факультета МГУ. Школа ведет свою деятельность с 1968 года. Слушателями школы являются ученики 8-11 классов.

#### История ЭМШ
Идея Школы возникла в октябре 1967 года на заседании Научно-студенческого общества. А первые занятия в ЭМШ начались уже весной 1968 года. Школой с 1967 года управляет Совет, который состоит из студентов. Совет отвечает за всё происходящее во время учебного года, решает все возникающие проблемы и контролирует осуществление всех проектов. В 1984 году, помимо Совета, был создан такой управляющий орган, как Дирекция ЭМШ. В 1986 появилась Ассамблея, на которой решаются все основные вопросы жизни Школы, выступают с отчетами Председатель Совета, Дирекция, кассир и организаторы проектов. На Ассамблее каждый год избираются Совет и Дирекция. В 2003 году появился Методический Совет, который ежегодно корректирует и утверждает программы курсов Школы. 31 мая 2013 года на заседании Ученого совета экономического факультета МГУ было принято Положение об Экономико-математической школе. ЭМШ всегда была студенческой школой и этим значительно выделялась на фоне других школ дополнительной подготовки. Вот уже более 50 лет большинство преподавателей Школы — студенты, работающие там на некоммерческой основе. В Экономико-математической школе существует только 2 курса, которые будут обязательно прочтены в учебном году — Базовая Математика и Базовая Экономика, все другие курсы — творческая инициатива преподавателей школы. В разные годы в ЭМШ читались курсы по: географии, истории, программированию, иностранным языкам, психологии, социологии, физике и многим другим областям науки. Преподаватели Школы самостоятельно составляют программу курса и подготавливают материалы, включая лекционные, семинарские и домашние задания.

#### Обучение в ЭМШ
Ежегодно в ЭМШ бесплатно обучаются более 400 учеников, школьников 8-11 классов. ЭМШ является старейшим детским университетом Европы и входит в Европейскую Сеть Детских Университетов с декабря 2009 года.
Форма обучения: вечерняя. Лучшие ученики по окончании Школы получают «красные» дипломы. В Школе ежегодно проводится Экономико-математическая олимпиада (с 2011 года — в рамках «Открытого чемпионата школ по экономике»), Выездная научная конференция (Выездная школа ЭМШ), Летняя школа.
Выездная школа ЭМШ проводится в течение 4—5 дней в подмосковных пансионатах в зимнее время. К участию в мероприятиях Выездной школы допускаются победители Конкурса научных работ (занявшие три первых места выступают на заседаниях школы с докладами), молодые преподаватели, «старики» и приглашенные лекторы. Кроме докладов и лекций в программу школы входят: экономическая игра «Клондайк»; игры «Что? Где? Когда?» (спортивная версия), «Своя игра», КВН.
Образование в Школе бесплатное, поступить может любой школьник, для чего он должен пройти экзамены: тест по математике, общеобразовательный тест и собеседование. Вступительные экзамены начинаются каждый год в третье воскресенье сентября.
Школьники, зачисленные в ЭМШ, получают возможность выбрать из более 30 курсов, преподаваемых в школе.

#### Известные ученики и преподаватели ЭМШ
Все обучение в ЭМШ бесплатное, преподаватели — волонтеры, студенты и выпускники Московских вузов. В свои годы в школе учились и преподавали: Автономов Владимир Сергеевич, Аузан Александр Александрович, Григорьев Леонид Маркович, Картаев Филипп Сергеевич, Клепач Андрей Николаевич, Кузьминов Ярослав Иванович, Мишустин Михаил Владимирович, Окуньков Андрей Юрьевич, Полетаев Андрей Владимирович, Белоусов Андрей Рэмович и многие другие.

## Научно-исследовательская работа
Экономический факультет МГУ ведёт серьёзную научно-исследовательскую работу.
Среди приоритетных направлений можно выделить следующие (неполный список):
- Развитие современной экономической теории, её методологии;
- Изучение процессов глобализации мирового хозяйства и исследование российской модели экономики;
- Изучение развития современной экономики (на всех уровнях: от глобальной экономики до российской) при переходе к новому качеству;
- Исследование развития человеческого потенциала (в сравнении с человеческим капиталом) и социальной политики;
- Исследование экономических систем.

Ежегодно проводятся конференции, дискуссии, круглые столы, семинары. Учёные принимают активное участие в обсуждении правительственных документов. Одной из наиболее масштабных конференций студентов, аспирантов и молодых учёных является проводимая в апреле конференция «Ломоносов». Параллельно с ней проходит конференция «Ломоносовские чтения». Факультет активно сотрудничает с российскими и зарубежными вузами.
При факультете работает «Центр Европейской Документации и системного анализа ЕС» во главе с профессором Л. И. Глухарёвым (1928—2013). Лаборатория является одним из официальных информационных центров ЕС в России, сотрудничает с Институтом экономики РАН, Институтом Европы РАН, Министерством экономического развития РФ, Отделом внешних церковных связей РПЦ, Центром европейских публикаций (Люксембург).

### Лаборатория философии хозяйства
Лаборатория основана при факультете в 2000 году на базе Лаборатории сравнительного анализа хозяйственных механизмов (ЛСАХМ), существовавшей с 1988 года. Основателем и бессменным руководителем обеих лабораторий является профессор Ю. М. Осипов. В лаборатории ведутся исследования в области философии хозяйства; теории и практики хозяйственных механизмов; экономической теории, включая политическую экономию; экономической динамики и хозяйственных трансформаций, переходных процессов и кризисов, институциональной и правовой организации хозяйственной жизни, неоэкономики и др. На базе лаборатории и Центра общественных наук (МГУ) действует Философско-экономическое учёное собрание, а также издаётся журнал «Философия хозяйства».

## Структура факультета
- Кафедра агроэкономики — заведующий — профессор Сергей Викторович Киселев (с 1997 года).
- Кафедра иностранных языков — заведующая — доцент Любовь Венидиктовна Кулик (с 1994 года).
- Кафедра истории народного хозяйства и экономических учений — заведующий — профессор Александр Георгиевич Худокормов (с 1988 года).
- Кафедра конкурентной и промышленной политики — заведующий — профессор Андрей Евгеньевич Шаститко (с 2013 года).
- Кафедра макроэкономической политики и стратегического управления — заведующий — доцент, заслуженный экономист России Андрей Николаевич Клепач (с 2012 года).
- Кафедра микро—  и макроэкономического анализа — заведующий — доцент Филипп Сергеевич Картаев (с 2023 года).
- Кафедра маркетинга — заведующая — профессор Валентина Васильевна Герасименко (с 1998 года).
- Кафедра математических методов анализа экономики — заведующий — член-корреспондент РАН Альберт Рауфович Бахтизин.
- Кафедра мировой экономики — заведующий — члены-корреспондент РАН Сергей Александрович Афонцев (с 2015 года).
- Кафедра народонаселения — заведующая — профессор Ирина Евгеньевна Калабихина (с 2016 года).
- Кафедра политической экономии — и.о. заведующего — доцент Александр Андреевич Мальцев (с 2023 года).
- Кафедра прикладной институциональной экономики — заведующий — профессор, декан факультета Александр Александрович Аузан(с 2002 года).
- Кафедра статистики — заведующий — Виктор Дмитриевич Кривов (с 2012 года).
- Кафедра управления организацией — заведующий — доцент Дмитрий Владимирович Кузин (с 2021 года).
- Кафедра управления рисками и страхования — заведующий — доцент Игорь Борисович Котлобовский (с 1996 года).
- Кафедра учета, анализа и аудита — заведующая — профессор Ольга Витальевна Соловьева (с 2022 года).
- Кафедра философии и методологии экономики — заведующий — профессор Леонид Арнольдович Тутов (с 2007 года).
- Кафедра финансов и кредита — заведующий — доцент Сергей Константинович Дубинин (с 2014 года).
- Кафедра экономики для естественных и гуманитарных факультетов — заведующая — доцент Наталья Петровна Кононкова (с 2018 года).
- Кафедра экономики инноваций — и.о. заведующего — доцент Маргарита Сергеевна Шахова (с 2023 года).
- Кафедра экономики природопользования — заведующий — профессор, заслуженный деятель науки России Сергей Николаевич Бобылев (с 2017 года).
- Кафедра экономики труда и персонала — заведующая — профессор Татьяна Олеговна Разумова (с 2015 года).
- Кафедра экономической информатики — и.о. заведующего — доцент Юрий Павлович Липунцов (с 2023 года).

## Известные выпускники
- Пётр Олегович Авен — российский государственный деятель, предприниматель. Министр внешнеэкономических связей РФ (1992), президент ОАО «Альфа-банк» (1994—2011).
- Александр Александрович Аузан — российский экономист, общественный деятель.
- Андрей Рэмович Белоусов — российский государственный деятель, экономист.
- Павел Григорьевич Бунич — советский и российский экономист и политик, член-корреспондент РАН.
- Егор Тимурович Гайдар — российский государственный и политический деятель, экономист. Один из идеологов и руководителей экономических реформ начала 1990-х в России. И. о. Председателя Правительства РФ (1991—1994).
- Сергей Юрьевич Глазьев — российский экономист и политик, академик РАН.
- Руслан Семенович Гринберг — российский экономист, член-корреспондент РАН (2006). Директор Института экономики РАН (с 2005 по 2015), ныне его научный руководитель. Доктор экономических наук (1996).
- Владимир Александрович Гомельский — профессиональный баскетболист, тренер и известный спортивный телекомментатор.
- Алла Демидова — актриса театра и кино.
- Сергей Константинович Дубинин — российский экономист, менеджер, председатель Центрального банка России (1995—1998).
- Ораз Алиевич Жандосов — казахстанский государственный деятель, председатель Национального банка Республики Казахстан.
- Александр Дмитриевич Жуков — российский государственный деятель. Первый заместитель председателя Государственной думы России (1994—2004). Заместитель председателя Правительства России (2004—2011).
- Татьяна Ивановна Заславская — советский и российский социолог и экономист, академик РАН.
- Вадим Викторович Звягинцев — российский шахматист, международный гроссмейстер.
- Сергей Михайлович Игнатьев — российский государственный деятель, председатель Банка России.
- Игорь Анатольевич Комаров— российский государственный и политический деятель, промышленник, финансист и управленец. Полномочный представитель президента Российской Федерации в Приволжском Федеральном округе.
- Андрей Леонидович Костин — российский банкир и финансист, Президент-председатель правления ВТБ.
- Илья Вадимович Ломакин-Румянцев — член Совета Федерации (2001—2004), руководитель Федеральной службы страхового надзора (ФССН) (2004—2009). Директор Центра развития потребительского рынка Московской школы управления Сколково.
- Геннадий Георгиевич Меликьян — российский государственный деятель, министр труда РФ (1992—1997).
- Эльвира Сахипзадовна Набиуллина — российский экономист, государственный деятель, министр экономического развития России, председатель ЦБ РФ с 2013 года.
- Николай Неновский — болгарский экономист и банкир, профессор экономики во Франции.
- Николай Яковлевич Петраков — советский и российский экономист, академик РАН.
- Степан Ситарян — академик РАН.
- Алексей Валентинович Улюкаев — российский государственный деятель, учёный-экономист. Первый заместитель председателя Центрального банка России (2004—2013), министр экономического развития РФ (2013—2016).
- Фан Ван Кхай — вьетнамский государственный деятель, премьер-министр Вьетнама.
- Глеб Геннадьевич Фетисов — предприниматель, политик, менеджер, член-корреспондент РАН.
- Алексей Ефимович Френкель — российский банкир, признанный виновным в убийстве первого заместителя председателя ЦБ РФ А. А. Козлова.
- Александр Андреевич Хандруев — российский учёный-экономист, первый заместитель Председателя Банка России.
- Станислав Сергеевич Шаталин — советский и российский экономист, академик РАН.
- Николай Петрович Шмелёв — советский и российский экономист, академик РАН.
- Александр Николаевич Шохин — российский государственный и общественный деятель.
- Юрий Васильевич Ярёменко — советский и российский экономист, академик РАН.